# Jun Kobayashi
Jun Kobayashi (født 7. maj 1999) er en japansk fodboldspiller.
Han har spillet for flere forskellige klubber i sin karriere, herunder Cerezo Osaka.